# Drynaria mollis
Drynaria mollis là một loài thực vật có mạch trong họ Polypodiaceae. Loài này được Bedd. miêu tả khoa học đầu tiên năm 1866.